# Émile Gaboriau
Émile Gaboriau (født 9. november 1832 i Saujon, død 28. september 1873 i Paris) var en fransk forfatter, der anses for at den moderne kriminalromans fader. Hans hovedperson, opdageren Lecoq, var en væsentlig inspirationskilde for Conan Doyle, da han skabte Sherlock Holmes. Gaboriau var selv kraftigt påvirket af Edgar Allan Poe.

## Virke
Gaboriau beskæftigede sig med flere ting i livet: Kontorist hos en jurist, soldat i Afrika og staldmester. Han var ansat i kavaleriet i syv år, men opsagde sin kontrakt for at komme til Paris og søge lykken. Her kom han til at skrive kronikker inden han blev sekretær for Paul Féval, der fik ham gjort interesseret i journalistikken.
Hans første roman L'Affaire Lerouge, som han først, uden succes, publicerede som føljeton i 1863, viste sig at blive en succes i 1866. I romanen møder man for første gang vagten Lecoq, der går hen og bliver en berømt detektiv, der løser mysterierne ved hjælp af sine nærmeste overnaturlige deduktive evner. Lecoq blev senere en væsentlig inspirationskilde for Conan Doyle. Men til forskel fra Sherlock Holmes er Lecoqs metoder mere realistiske og ligger tæt op ad udviklingen i tidens kriminalvidenskab. Intrigen i Gaboriaus kriminalromaner finder sted i miljøer, som han beskriver på en nærmest naturalistisk facon. Denne metode har inspireret kriminalromanforfattere lige siden.
Efter succes'en med L'Affaire Lerouge, arbejdede Gaboriau som føljetonforfatter på Le Petit Journal. I 1872 skrev han sammen med Jules-Émile-Baptiste Holstein et teaterstykke på baggrund af L'Affaire Lerouge. Hans roman Monsieur Lecoq (1869) blev overført til det hvide lærred af Maurice Tourneur i 1914. Også på fjernsynet er hans romaner blevet vist i en canadisk tv-serie i 1964-65.

## Romaner
- L'Ancien Figaro : satiriske studier i Le Figaro, forord og kommentarer af Émile Gaboriau, Paris, 1861
- Les Cotillons célèbres, Paris, 1861
- Le Treizième Hussards, Paris, 1861 (dansk: 13de Husarregiment)
- Mariages d'aventure (indeholder Monsieur J.-D. de Saint-Roch ambassadeur matrimonial og Promesses de mariage), Paris, 1862
- Les Gens de Bureau, Paris, 1862
- Les Comédiennes adorées, Paris, 1863
- L'Affaire Lerouge, Paris, 1866[1]
- Le Crime d'Orcival, Paris, 1866[2] (dansk: Greve og grevinde Trémorel, På sporet, Dramaet i Orcival)
- Le Dossier n° 113, Paris, 1867 (dansk: Retssagen Nr. 113)
- Les Esclaves de Paris, Paris, 1868
- Monsieur Lecoq, Paris, 1869 (dansk: Hr. Lecoq)
- La Vie infernale, Paris, 1870 (dansk: Falsk spil)
- La Dégringolade, Paris, 1871 (dansk: Øie for Øie)
- La Clique dorée, Paris, 1871 (dansk: Galgenfuglene)
- La Corde au cou, Paris, 1873 (dansk: Damoklessværdet, Strikken om halsen)
- L'Argent des autres, Paris, 1873
- Le Petit Vieux des Batignolles [3], Paris (1876) :
  - Une disparition
  - Maudite maison
  - Casta vixit
  - La Soutane de Nessus
  - Bonheur passe richesse
- Le Capitaine Coutanceau, Paris, 1878, udgivet posthumt
- Les Amours d'une empoisonneuse, Paris 1881, udgivet posthumt

Danske titler ifølge danskforfatterleksikon.dk.